# Grecja na ruinach Missolonghi
Grecja na ruinach Missolonghi (fr. La Grèce sur les ruines de Missolonghi) – obraz olejny francuskiego malarza Eugène’a Delacroix. Dzieło znajduje się w Musée des Beaux-Arts w Bordeaux.

## Tło historyczne
W 1821 r. rozpoczęły się walki z Imperium Osmańskim o niepodległość Grecji. Dzięki zaangażowaniu Wielkiej Brytanii, Francji i Rosji zakończyły się one zwycięsko dla Greków, a jednym z dramatycznych epizodów tych zmagań było oblężenie Missolungi w latach 1825 i 1826. 35-tysięczna armia turecka, wspomagana przez flotę, atakowała strategicznie położone miasto, którego broniły czterotysięczne siły greckie. Wobec wyczerpywania się zapasów, obrońcy podjęli decyzję o próbie przedarcia się przez pierścień oblężenia, jednak plan się nie powiódł. Miasto zostało zdobyte, a jego ostatni obrońcy, chcąc uniknąć tureckiej niewoli, wysadzili się w powietrze w magazynie prochu. W wyniku eksplozji śmierć ponieśli żołnierze, a także ranni, kobiety i dzieci.

## Okoliczności powstania obrazu
Ta wojna narodowowyzwoleńcza przyciągała uwagę całej Europy i angażowała liczne osoby do szukania finansowego, politycznego i moralnego wsparcia dla Greków. We Francji wydarzenia greckie wzbudzały kontrowersje pomiędzy różnymi ugrupowaniami sceny politycznej, jednak ostatecznie stronnictwo filohelleńskie zdobyło poparcie opinii publicznej. Sympatia dla Greków i ich oporu była powszechna we francuskim społeczeństwie, wyrażała się m.in. w nowych krojach i kolorach strojów kobiecych i męskich, mających nawiązywać do greckich ubiorów i być wyrazem solidarności z Grecją. Wzmocnienie tych nastrojów nastąpiło po śmierci lorda Byrona, który zmarł w Missolungi w 1824 r. Wojnę tę postrzegano jako walkę z tyranią, walkę chrześcijaństwa z islamem czy starcie cywilizacji ze światem barbarzyńskim. Żądano interwencji zbrojnej i interpretowano ją jako nową krucjatę, mającą wyzwolić europejską ziemię z rąk niewiernych. Walkę Greków wsparło w swoich dziełach wielu literatów i malarzy, a wokół tematu tej wojny o niepodległość kształtował się nowy typ sztuki, określany później romantyzmem.
E. Delacroix wystawił w 1824 r. na paryskim Salonie obraz Masakra na Chios, będący wyrazem antytureckich nastrojów i współczucia dla cierpiących Greków. Po upadku Missolungi temat oblężenia i zdobycia miasta podjęło wielu malarzy, m.in. Ary Scheffer, Pierre Révoil, François-Emile de Lausac, Louis Benjamin Devouges, ukazując na swoich płótnach epizody z walk. Delacroix przygotował obraz o tragedii Missolungi na specjalną wystawę w galerii Lebrun w 1826 r., dochód z tej wystawy miał być przeznaczony na rzecz walczącej Grecji.
Grecja na ruinach Missolonghi została zakupiona od malarza przez miasto Bordeaux w 1852 r..

## Opis obrazu
Początkowo, jak wynika to z zachowanego szkicownika artysty, na obrazie miała znajdować się postać Grecji, płaczącej nad licznymi ciałami zabitych. Jednak ostatecznie koncepcja Delacroix uległa uproszczeniu i w centrum obrazu, na jego osi pionowej, malarz umieścił kobiecą postać. To personifikacja cierpiącej Grecji. Młoda kobieta o klasycznym profilu i greckiej urodzie przyklęka na jasnych ruinach. Ubrana jest w ludowy strój – jasną suknię i ciemnobłękitny płaszcz. Jej piersi są na wpół obnażone, ręce rozłożone w geście skargi i błagania, a oczy są nabrzmiałe od łez. Na wysuniętym ku widzowi planie leży fragment marmuru spryskany krwią, a nieco z boku, spod kamiennych zwalisk wystaje ramię zabitego. Z tyłu, za plecami kobiety widać żołnierza o ciemnej karnacji, wznoszącego buńczuk, odzianego w egipski mundur i turban. Ciemna sylwetka wojownika na tle mrocznego nieba skontrastowana została z jasną postacią tragicznej Grecji. Bezdusznemu tureckiemu zwycięzcy malarz przeciwstawił osobę cierpiącej ofiary. Obraz jest sygnowany u dołu po lewej stronie: „Eug. Delacroix”.
Malarz na swoim płótnie odwołał się do różnych wątków z tradycji europejskiej kultury. Personifikacja Grecji nawiązuje zarówno do wzorców starożytnych, jak i elementów ikonografii chrześcijańskiej. Błękit i czerwień okrywającego ją stroju są jednocześnie tradycyjnymi kolorami płaszcza Matki Boskiej, a biała suknia może stanowić aluzję do antycznej tuniki. Tkanina  okrywająca głowę przybiera kształt korony miejskich murów (corona muralis) jakie stanowiły zwieńczenie głów personifikacji miast. Gest rozłożonych ramion jest charakterystyczny zarówno dla cierpiącej Niobe, jak i dla matki Jezusa cierpiącej pod krzyżem. Postać Grecji przyklęka na białych marmurach stanowiących resztki starożytnych budowli co stanowi odwołanie do pełnej chwały historii i przypomnienie o obecnym tragicznym losie wielkiego niegdyś narodu.